# テレビのミカタ
『テレビのミカタ』とは、関西テレビ放送で2010年10月24日から2014年3月23日まで毎月第3もしくは第4日曜日の朝6:30〜7:00に放送されていた自己批評番組である。

## 概要
当番組は、2010年9月まで放送されていた『テレビの素』をリニューアルする形でスタート。前々身番組の『テレビの木』時代から続いているメディア・リテラシーの情報やテレビ番組の舞台裏などを視聴者に解かりやすく紹介する。
2011年7月までは、本編の1分前に、「全国地デジ化テスト」が放映されていた（番組内に内包）。
2014年3月23日に放送終了。翌4月からは、『カンテレ通信』へと引き継がれた。

## 出演
ナビゲーター
- 杉本なつみ（当時関西テレビアナウンサー）

ナレーション
- 豊田康雄（関西テレビアナウンサー）
- 林弘典（関西テレビアナウンサー）

## スタッフ
- 制作協力：メディアプルポ
- 製作著作：関西テレビ